# Tâm mộc Nam Bộ
Tâm mộc Nam Bộ hay ngút Nam Bộ (danh pháp hai phần: Cordia cochinchinensis) là loài thực vật có hoa trong họ Mồ hôi. Loài này được Gagnep. miêu tả khoa học đầu tiên năm 1914.